# ローランズ (フェスティバル)
ローランズ（Lowlands、ロウランズ）は、オランダで毎年8月第3週に開催される音楽フェスティバル。正式名称はキャンピングフライト・トゥ・ローランズ・パラダイス（A Campingflight to Lowlands Paradise）だが、一般的にローランズ、又はローランズ・フェスティバルと呼ばれている。出演するアーティストの音楽ジャンルは、ロック、ポップ、オルタナティブ、ヒップホップ、ダンスなどで、他に屋内外の映画館、ストリートシアター、キャバレー、スタンドアップコメディ、バレエ、文学、コミックストリップなども行われている。

## 概要
ローランズは毎年8月第3週の週末3日間に開催されている。フェスティバルはアムステルダムから東に68kmのビッディングハイゼン（Biddinghuizen）の、ワリビ・オランダに隣接するスパイク・エン・ブレーメルベルク（Spijk en Bremerberg）で開催されている。
近年は約55,000人の来場者が訪れ、毎年10以上のステージで200以上のアーティストが出演している。ステージの大部分は、悪天候から観客を守るために大きなテントの中に設置されており、最大のステージはサッカーのピッチほどの大きさを誇る。

## ギャラリー

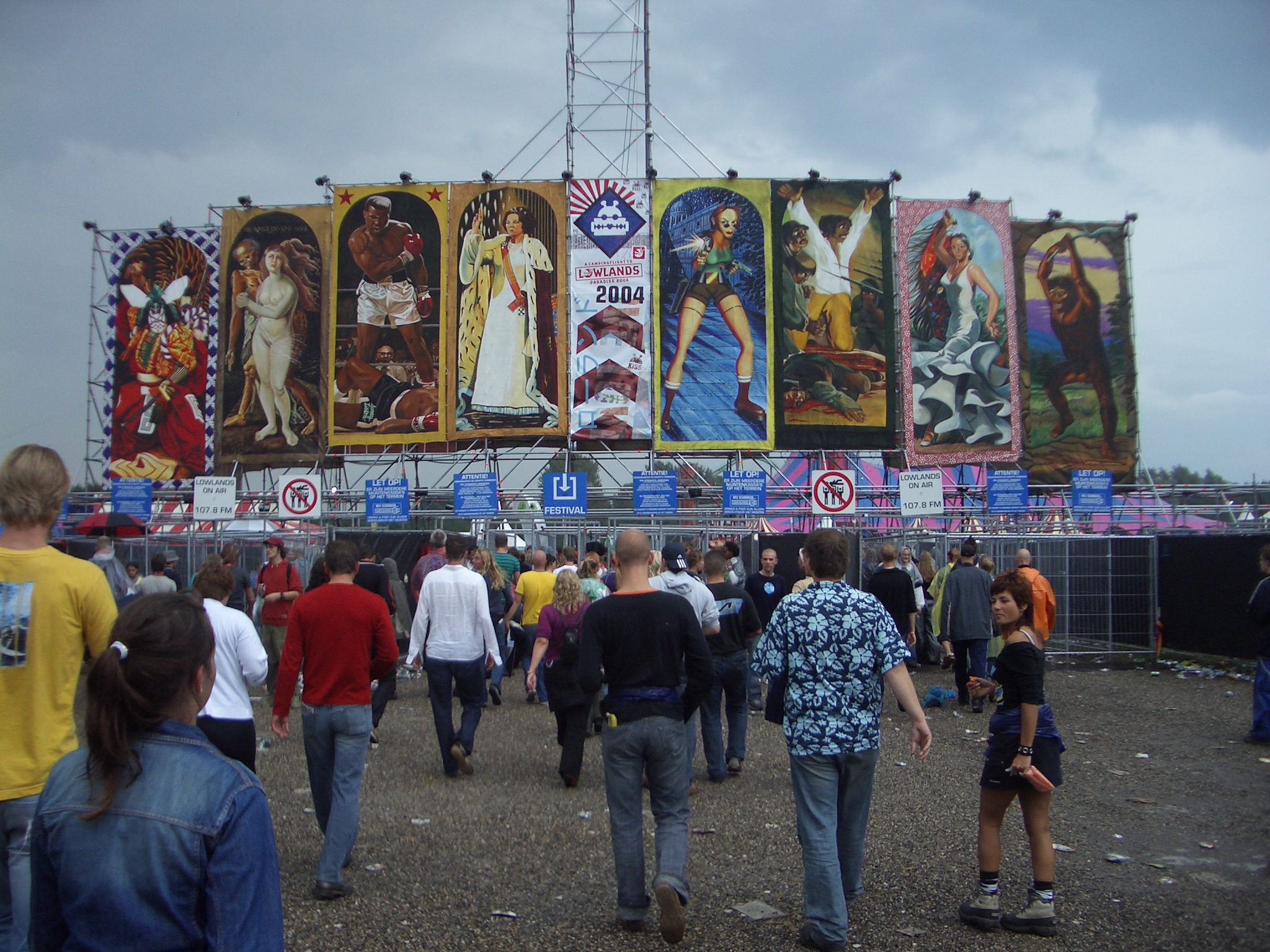
2004
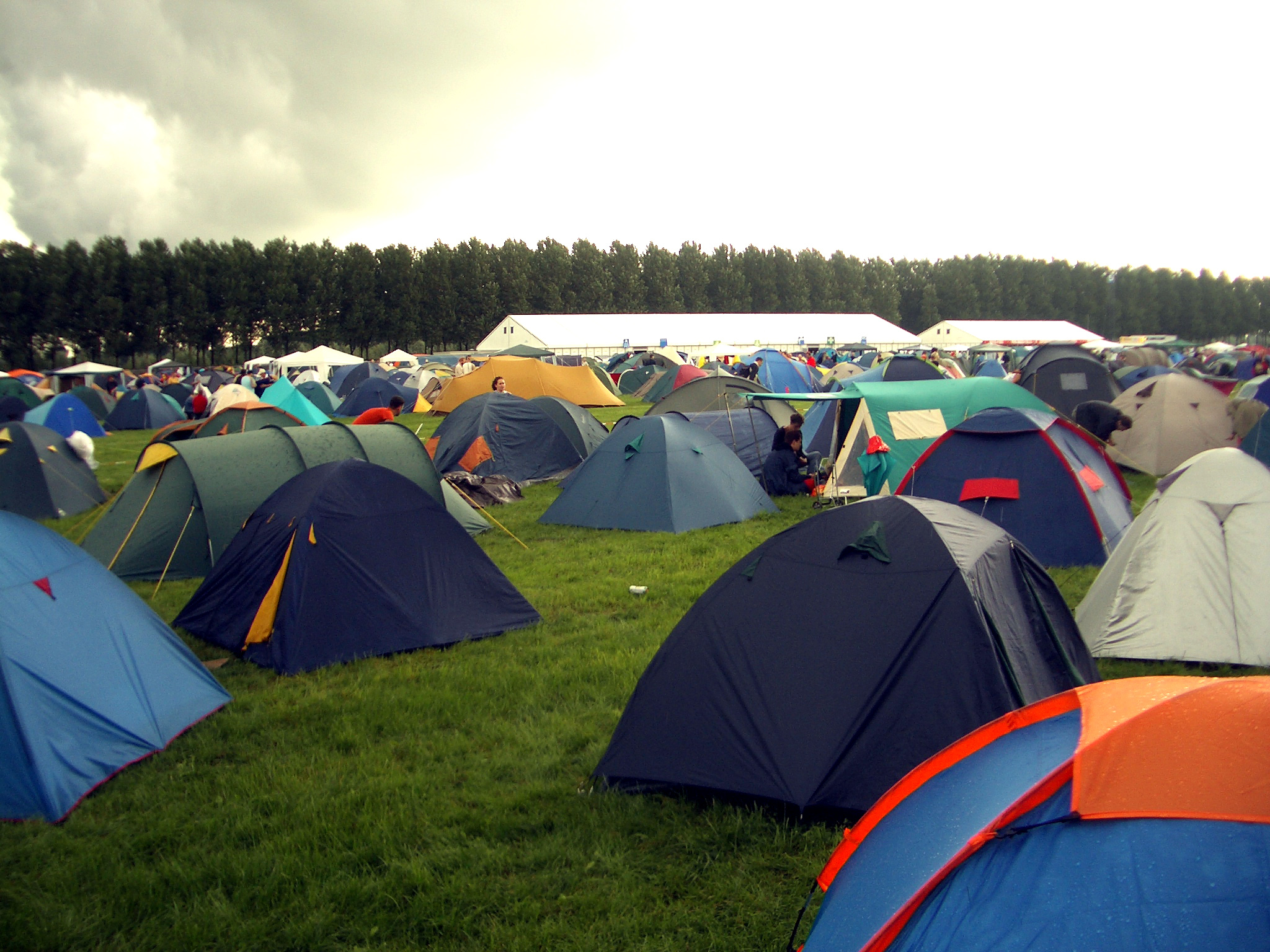
2004
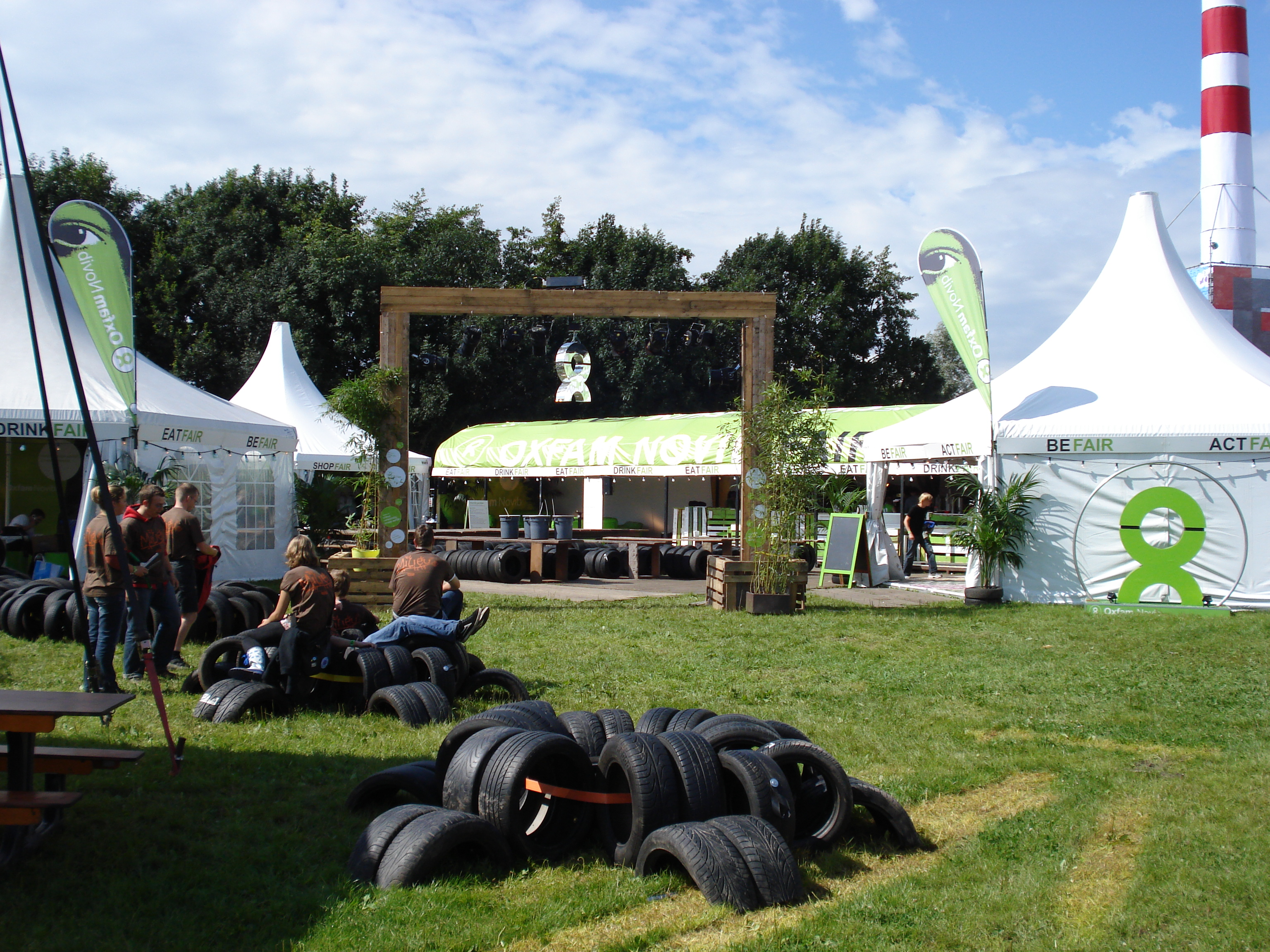
2007
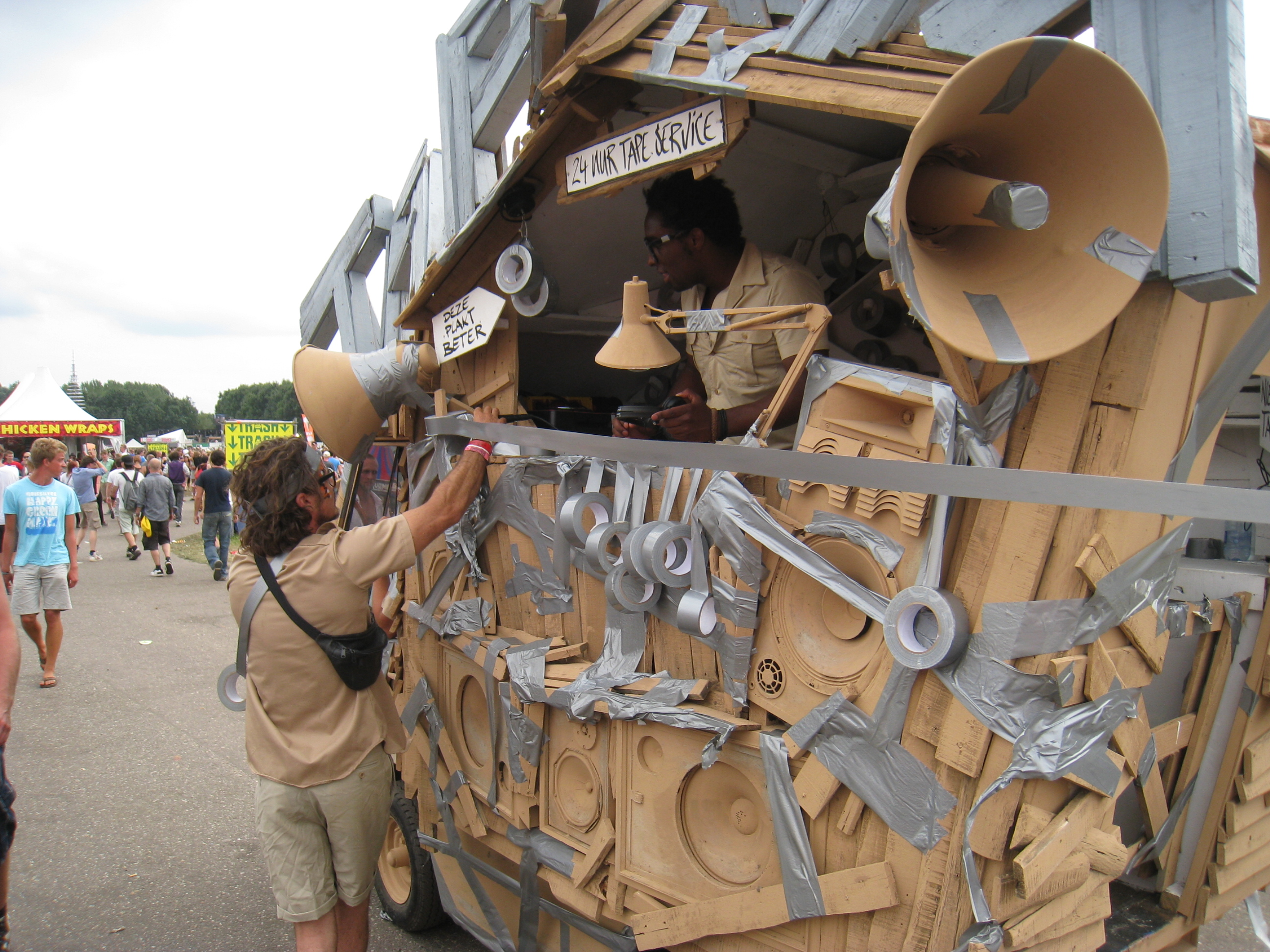
2010
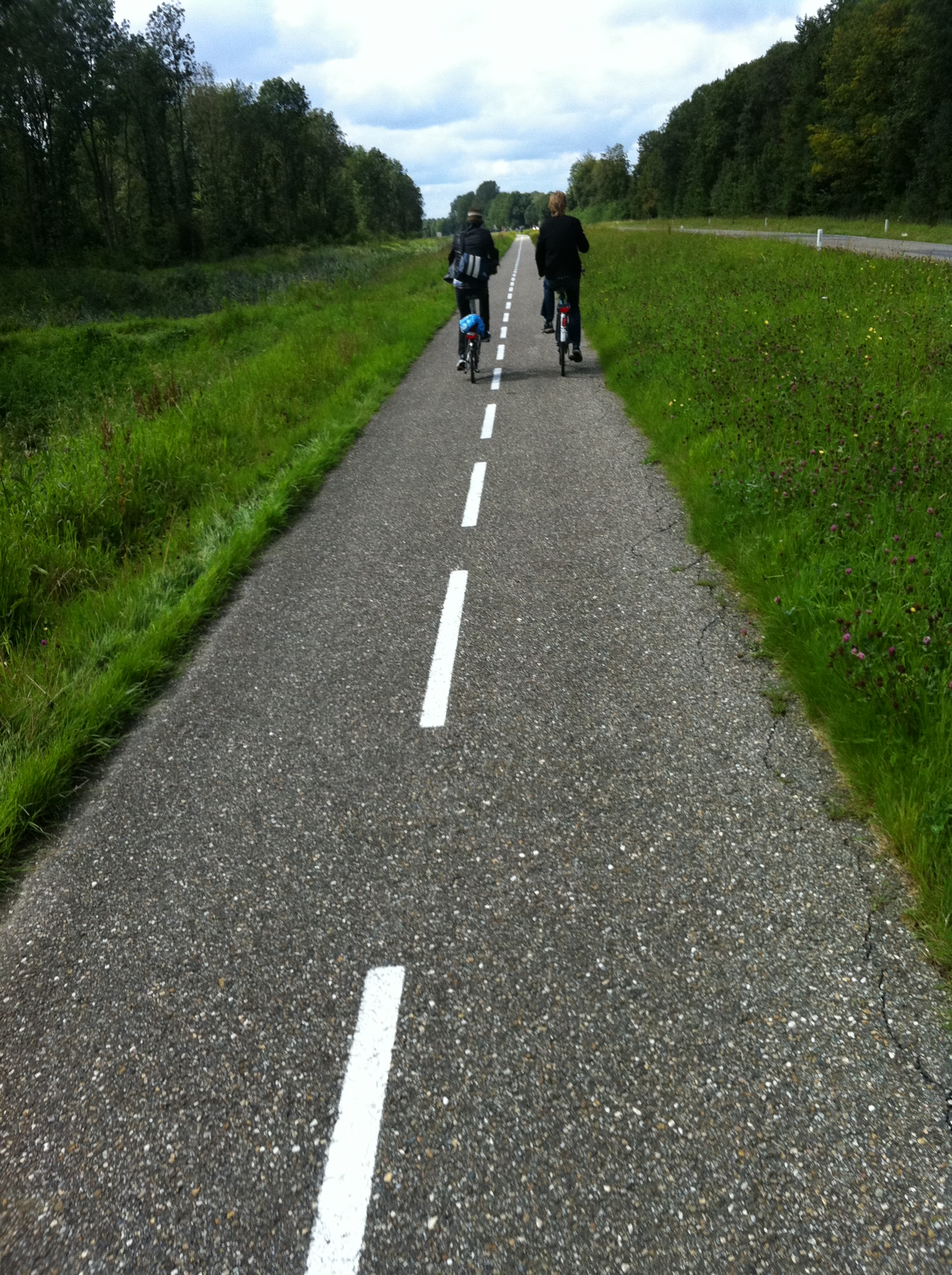
2011
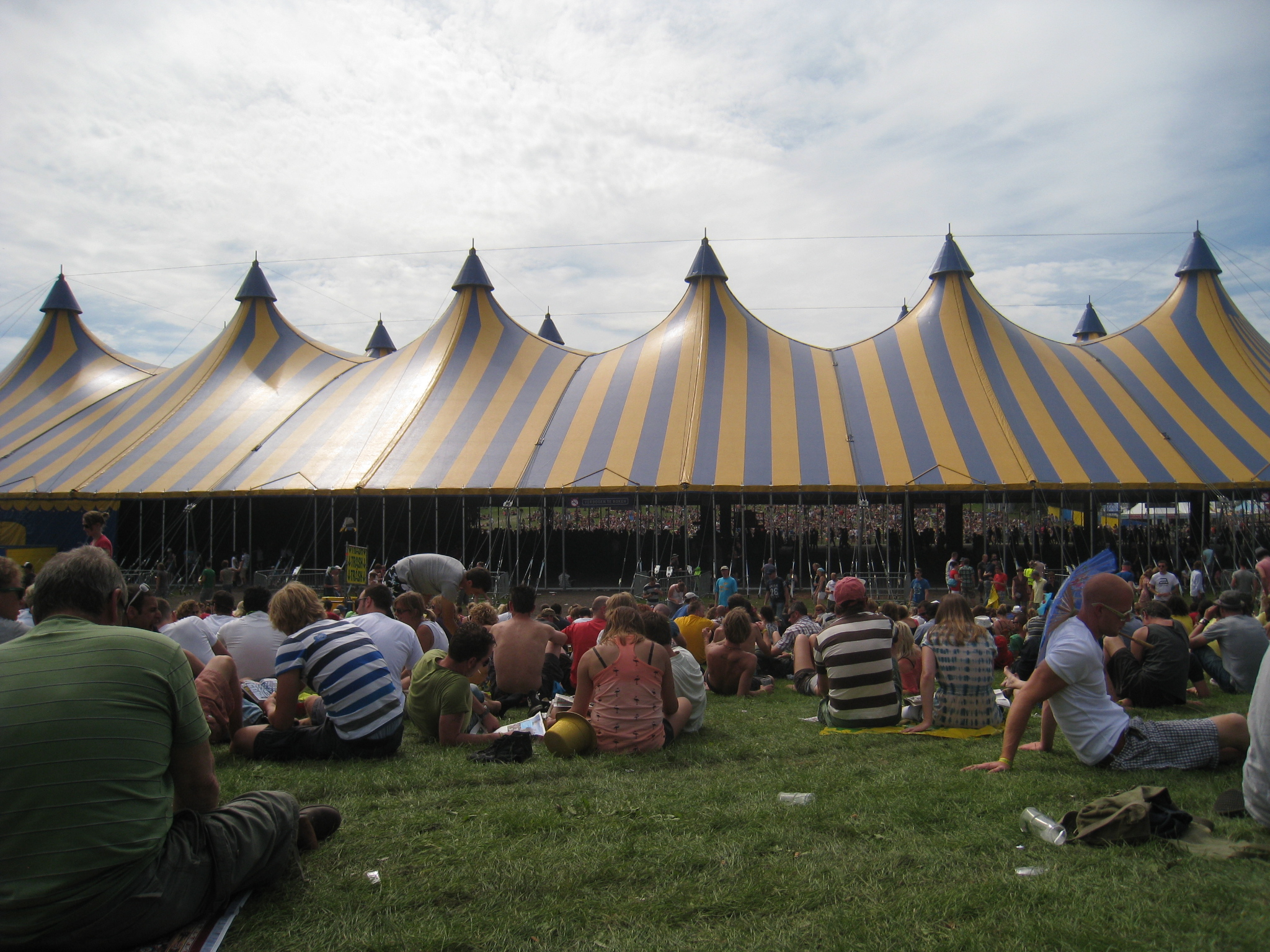
2011
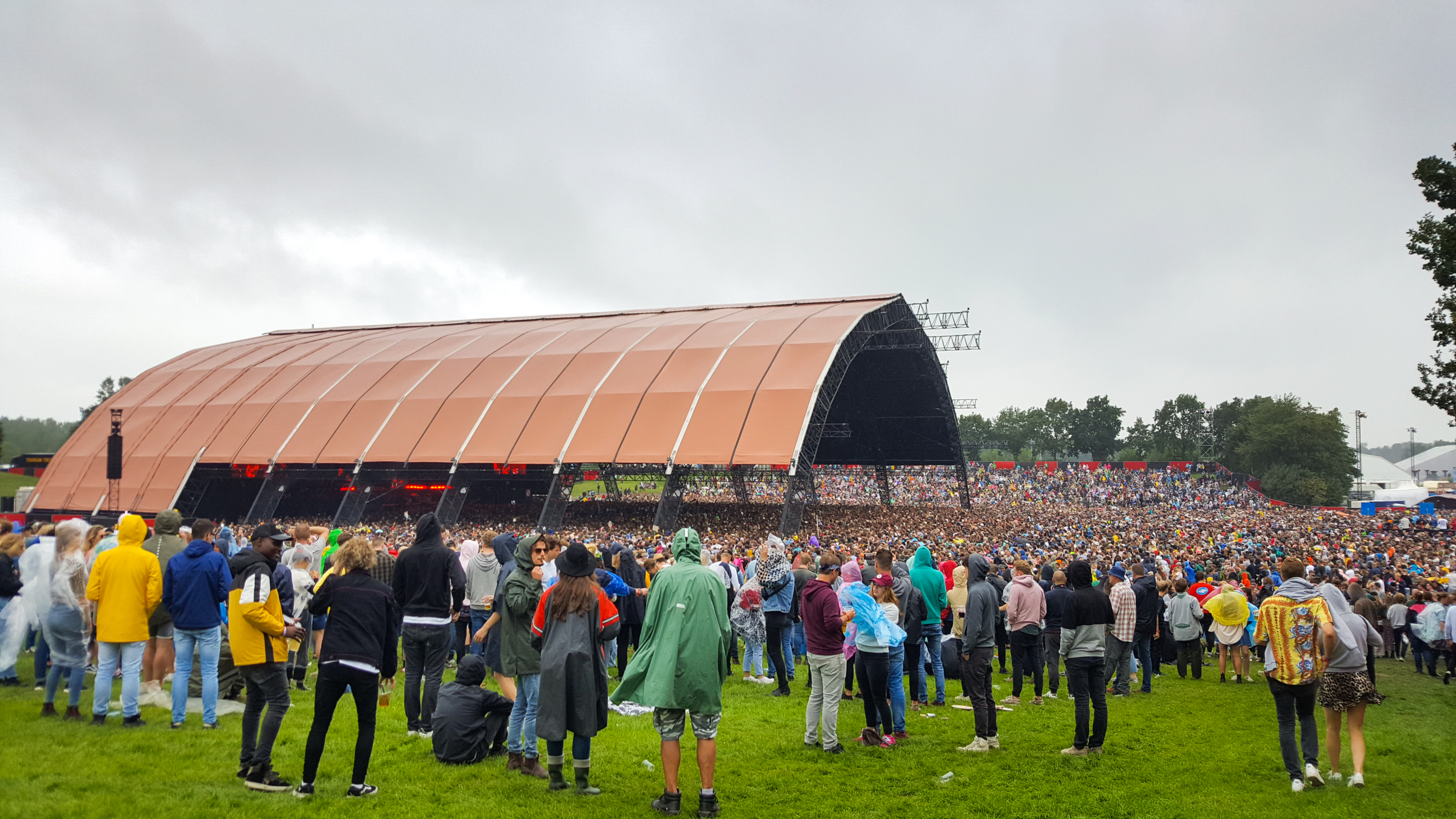
2019